# Achacy (patriarcha Wschodu)
Achacy – Patriarcha Wschodu w latach 485–496. Starał się zapobiec przyjmowaniu przez Kościół Wschodu doktryny nestoriańskiej, popieranej przez metropolitę Barsaumę z Nisibis.
Achacy odegrał znaczącą rolę w wypadkach, które doprowadziły do zaadaptowania doktryny nestoriańskiej przez Kościół Wschodu w ciągu ostatnich dwóch dziesięcioleci V wieku. Został wybrany na stolec patriarszy w 485 roku przez króla Balasza, politycznego przeciwnika metropolity Barsaumy z Nisibisu, popierającego nauki Nestoriusza, w nadziei, iż będzie w stanie przeciwdziałać rozprzestrzenianiu się tej doktryny. Na synodzie w Bet Edrai (485) Achacy unieważnił prawa uchwalone przez synod w Bet Lapat (484), który zwołał Barsauma; do unieważnionych uchwał należały przede wszystkim wybór Teodora z Mopsuestii na duchowy fundament Kościoła oraz zniesienie celibatu. Synod nie potępił jednak nauk Nestoriusza. W następnym roku Achacy zwołał synod w Seleucji, na którym potępił doktrynę monofizytyzmu.
Kiedy posłował do cesarza bizantyńskiego Leoncjusza I oświadczył, że nie jest nestorianinem; wyraził również chęć ekskomunikowania Barsaumy jako heretyka.
O panowaniu Achacego można przeczytać w "Kronice" Michała Syryjczyka, gdzie Barsauma (co oznacza "syn postu") jest szyderczo przezwany "Bar Sulą" ("synem buta").

Wówczas biskupi, którzy zbiegli od Bar Suli spotkali się w Seleucji i konsekrowali niejakiego Achacego na katolikosa. Kiedy Barsauma z Nisibisu i Magna z Farsu dowiedzieli się o tym, zagrozili, że zabiją Achacego, jak jego poprzednika, jeśli nie zaakceptuje ich słów. On zaś, przerażony, poddał się ich woli, głównie z powodu dawnego afektu jakim ich darzył; był bowiem dawnym uczniem Barsaumy, Magny i Narsaja w szkole edeskiej i wraz z nimi z owej uciekł; nie przeciwstawił się zatem ich planom. Przewodził także synodowi, podczas którego konfirmował wiarę Nestoriusza. Od tamtego czasu nestorianizm rządził na Wschodzie, a cudzołóstwo stało się tak powszechne pomiędzy biskupami, kapłanami i diakonami, że chrześcijańskie dzieci były kładzione na kupach odpadków i na ulicach, a wiele z nich zostało pożarte przez psy, więc Achacy był zmuszony wybudować domy, aby pomieściły sieroty i wykarmiły kobiety, aby te mogły wychowywać potomstwo swego pożądania. W ten to sposób, pod tragicznymi auspicjami, nestoriańska wiara zadomowiała się na Wschodzie.

Grzegorz Bar Hebraeus w swej historiografii Makhtbhanuth Zabhne pisze:

W ten czas Achacy został wysłany przez króla Persów jako ambasador do imperatora Greków, a zachodni biskupi spotkali się z nim. Zapytano go o nestoriańską herezję, ale zaprzeczył jakoby wiedział o Nestoriuszu lub jego herezji i dodał, iż było to haniebne imię nadane im przez wroga, Aksenaja. Po powrocie na Wschód, Achacy dowiedział się, iż Barsauma zmarł. Niektórzy twierdzą, że mnisi z Tur Abdin zatłukli go kluczami w kościele, inni, że jego grób można zobaczyć w kościele Mar Yaqoba w Nisibisie.